# Victor White
Victor Francis White (1902–1960) fue un sacerdote dominico que mantuvo correspondencia y colaboró con Carl Gustav Jung. Inicialmente impresionado con la obra de Jung Antwort auf Hiob (Respuesta a Job), llegaría posteriormente a desilusionarse con el trabajo. Sus obras incluyen Alma y psique y Dios y el inconsciente. Jung y White disfrutaron de una continua correspondencia, y Jung quedó tan impresionado con algunas de las ideas de White que le invitó a su casa de retiro en Bollingen, donde sólo a sus amigos más cercanos se les permitía el acceso. La correspondencia entre Jung y White ha sido publicada por Lammers & Cunningham (2007). Aun siendo White un gran admirador de Jung, fue a veces muy crítico con él. Por ejemplo, criticó el ensayo de Jung On the Self, y le acusó de estar demasiado ligado a un dualismo maniqueo. También fue algo crítico con el kantismo de Jung. Al mismo tiempo Jung fue bastante crítico con White, por ejemplo, sobre su compromiso con la doctrina de la privatio boni, como medio para comprender el problema del mal. Algunos estudiosos sugirieron que la pugna entre Jung y White pudo haber contribuido a la muerte de White a la edad de cincuenta y ocho años; [cita requerida] por parte de Jung, una mala salud impidió una reunión conciliatoria en 1960. 

## Cartas
Cuando Jung publicó Respuesta a Job, y cuando de nuevo fue publicado en inglés, los colegas católicos de White reaccionaron, y lo que una vez fuera un murmullo se convertiría en una avalancha. El Libro de Job, un libro sapiencial de la Biblia, explora el problema del mal. La correspondencia de White con Jung hace a éste referirse a aquel como "mi cuervo blanco", en la medida en que fue el único teólogo que realmente entendió algo del problema de la psicología en el mundo actual. Lo invitó a su retiro en Bollingen.
White siguió la filosofía clásica y la teología tomista que define el mal como la ausencia del bien: Privatio boni. Dios es el ser siempre existente y con Él el bien, mientras que el mal no existió hasta que tuvo origen en el diablo y el hombre.
El pensamiento de Jung era que el mal no es la ausencia de algo, sino la presencia activa y dramáticamente impresionante de algo, personificado y denominado el Diablo. El mal debe ser considerado una fuerza real, no suprimido como un opuesto. Para Jung un dogma no puede ser válido hasta ser respaldado por la evidencia empírica, mostrando que es primordial, cualquier otra cosa tiene que ser una evasiva.
De acuerdo a algunos, las mejores cartas de Jung fueron las escritas a White.
Jung no pudo ver ninguna evidencia de "privatio boni", sino abundancia de mal – diablos, demonios y otros caracteres del mal. Los dos, bien y mal, están enfrascados en un duelo eterno por la supremacía. Así, si uno cree en un solo Dios, éste tiene que contener a ambos.
White no podía aceptar esto y puso de manifiesto los dogmas de fe: Dios es luz y en Él no hay tinieblas (1 Juan 1:5-7).
El conflicto produjo Respuesta a Job, que algunos dicen es el mejor trabajo de Jung.
White publicó una revisión de Respuesta a Job en la revista "Black Friars", en marzo de 1955. Quedó claro en esta revisión que en esta etapa los sentimientos de White sobre el libro fueron ambivalentes, e incluso parece haber tenido sentimientos encontrados sobre su publicación de la revisión, preguntándose cómo Jung se tomaría la revisión.
Jung, quien se formó como psiquiatra en Zúrich (primera universidad), muestra en sus cartas al profesional reservado en el trabajo, aunque a menudo da paso al poeta y predicador.
Tenía claro, sin embargo, que se sobrepasarían los límites de la competencia del empirismo científico para hablar de la entidad divina. Dijo que él no predicaba, intentaba establecer hechos psicológicos. Puede confirmar y demostrar la interrelación de la imagen de Dios con otras partes de la psique, pero no puede ir más lejos sin cometer el error de una afirmación metafísica que está mucho más allá de su competencia. No es un teólogo y no tiene nada que decir sobre la naturaleza de Dios.
En una de las cartas Jung escribió que de todas las religiones, el cristianismo se presta a la curación de la psique humana.